# Джованні Пераджіне
Джованні Пераджіне B. (італ. Giovanni Peragine; нар. 25 червня 1965, Альтамура) — італійський римо-католицький єпископ зі Згромадження регулярних клириків святого Павла (варнавити), з 15 червня 2017 року — апостольський адміністратор Південної Албанії Албанської греко-католицької церкви.

## Життєпис
Навчався у школах отців варнавитів у рідному місті. 15 вересня 1983 року вступив на новіціят до варнавитів у Флоренції, де 23 вересня 1984 року склав перші обіти. Вивчав філософію і богослов'я в Урбаніанському університеті в Римі. Філософію закінчив бакалавратом, а богослов'я зі ступенем ліценціата з біблійного богослов'я. 17 листопада 1991 року склав вічні обіти і 10 березня 1993 року був висвячений на священика.
Виконував обов'язки вікарія та був відповідальним за працю з молоддю на парафії у Флоренції. Навчав релігії в колегії варнавитів.
У жовтні 1998 року направлений на місіонерську працю в Албанію, де душпастирював на парафії св. Миколая в Мілот і відповідав за формацію в місцевій семінарії варнавитів. З 2002 року — парох парафії св. Миколая в Мілот і декан північної частини архидієцезії Тирана-Дуррес. З 2006 року — радник провінційної курії отців варнавитів Провінції центр-південь Італії. З 2009 року — президент Конференції вищих настоятелів Албанії. Упродовж 2009—2012 років був провінційним вікарієм Провінції центр-південь Італії отців варнавитів. З березня 2012 року був також президентом Союзу європейських конференцій вищих настоятелів.

## Єпископ
15 червня 2017 року Папа Франциск призначив о. Джованні Пераджіне апостольським адміністратором Південної Албанії Албанської греко-католицької церкви і титулярним єпископом Фініки. Єпископські свячення відбулися 7 вересня 2017 року.